# Baronia de Passava

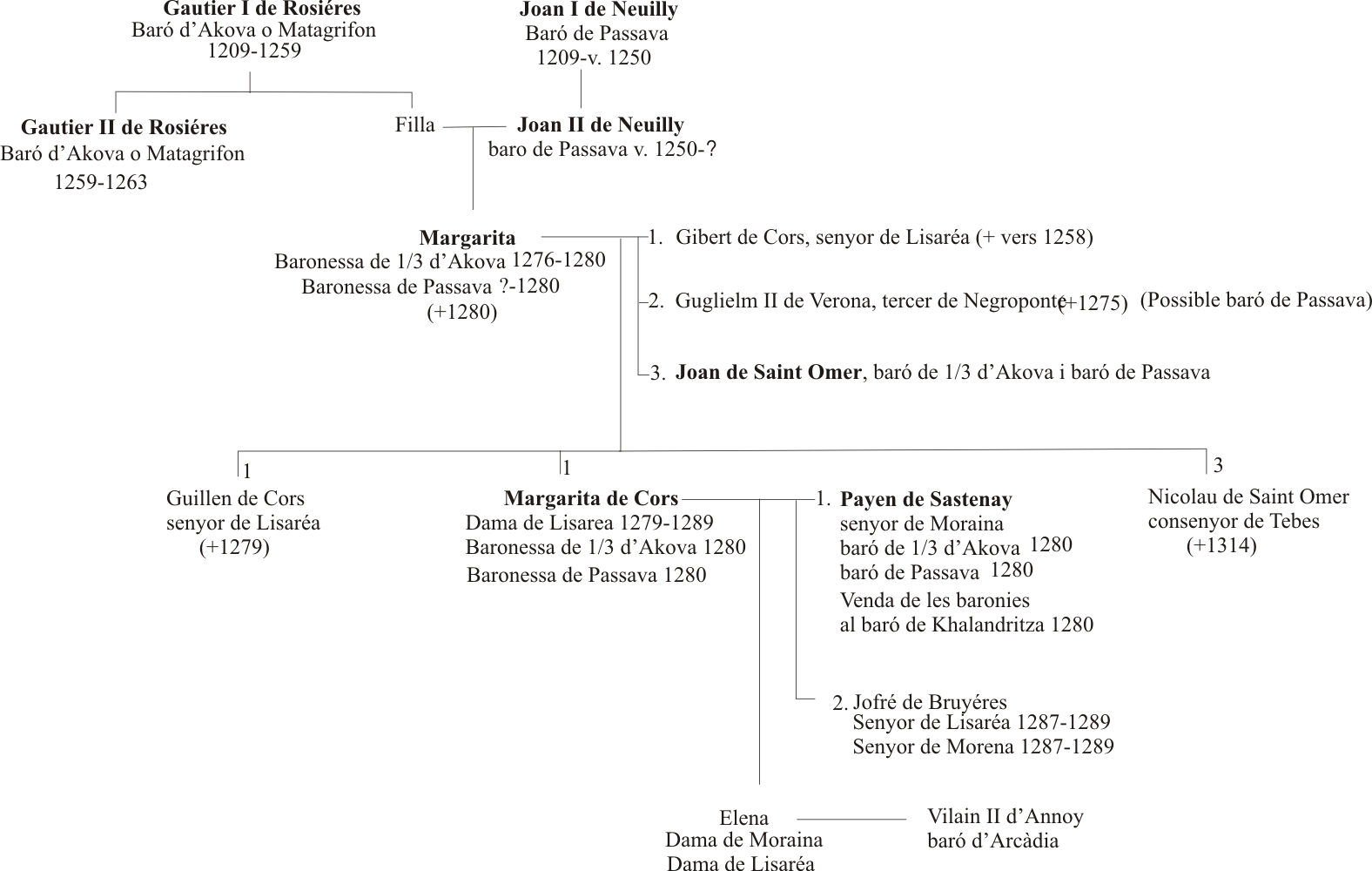
Genealogia dels barons de Passova i d'Akova

La baronia de Passava (o Passavant) fou una de les dotze grans baronies creades al Principat d'Acaia (establert a partir del 1205, la baronia es va concretar el 1209). La baronia la formaven 24 feus menors. El castell de Passava, al cim d'una muntanya, prop de Gytheion, va ser anomenat pels francs com Passe Avant, escurçat a Passava. Fou concedida a Joan I de Neuilly, mariscal hereditari de Morea (Peloponès) i que va posseir quatre senyories menors. Des de Passava es podia veure la gent de Maina.
No se sap exacte quan va morir Joan I, però degué ser a l'entorn del 1250. El va succeir el seu fill Joan II de Neully que per matrimoni va enllaçar amb una germana (de nom desconegut) de Gautier II baró d'Akova, sent els pares de Margarita de Neully, a la que fou restituit 1/3 de la baronia d'Akova el 1276, reunint ambdues baronies (si bé els altres ⅔ d'Akova havien passat a Margarita de Villehardouin i van seguir en aquesta línia)